# Freedom (TV-kanal)
FREEДОМ (tidigare UATV)  är en statsägd ukrainsk tv-kanal som sedan 2015 drivs av Ukrinform som visar de senaste nyheterna från Ukraina. Program sändes på fyra språk; ukrainska, ryska, engelska och arabiska fram till 12 januari 2020. Därefter enbart på ukrainska. TV-kanalen sänds direkt dygnet runt på webbplatsen och i markbunden TV, kabel- och satellit-TV.
Tv-kanalens huvudsakliga syfte är att med en ukrainsk infallsvinkel skildra händelserna i Ukraina, och är i sin form lik andra utpräglade propaganda-kanaler som; Ukraine Today, RT, LifeNews och Novorossia TV.